# Crossoloricaria
Crossoloricaria is een geslacht van straalvinnige vissen uit de familie van de harnasmeervallen (Loricariidae).

## Soorten
- Crossoloricaria bahuaja Chang & Castro, 1999
- Crossoloricaria cephalaspis Isbrücker, 1979
- Crossoloricaria rhami Isbrücker & Nijssen, 1983
- Crossoloricaria variegata (Steindachner, 1879)
- Crossoloricaria venezuelae (Schultz, 1944)